# Kalavasos
Kalavasos (en griego: Καλαβασός; en turco: Kalavason) es un pueblo en el Distrito de Lárnaca de Chipre, ubicado a 6 km al norte de Zygi. En sus inmediaciones hay minas de cobre que han contribuido a la contratación de una buena parte de la población durante el tiempo que estuvieron operativas.
El pueblo recibe una precipitación media anual de 445 milímetros; en la región se cultivan árboles principalmente cítricos (naranjos, limoneros y pomelos), otros árboles frutales (perales) y verduras (patatas, tomates y melones). El resto de la zona se dedica a cereales, plantas forrajeras, legumbres, olivos y algarrobos.

## Historia

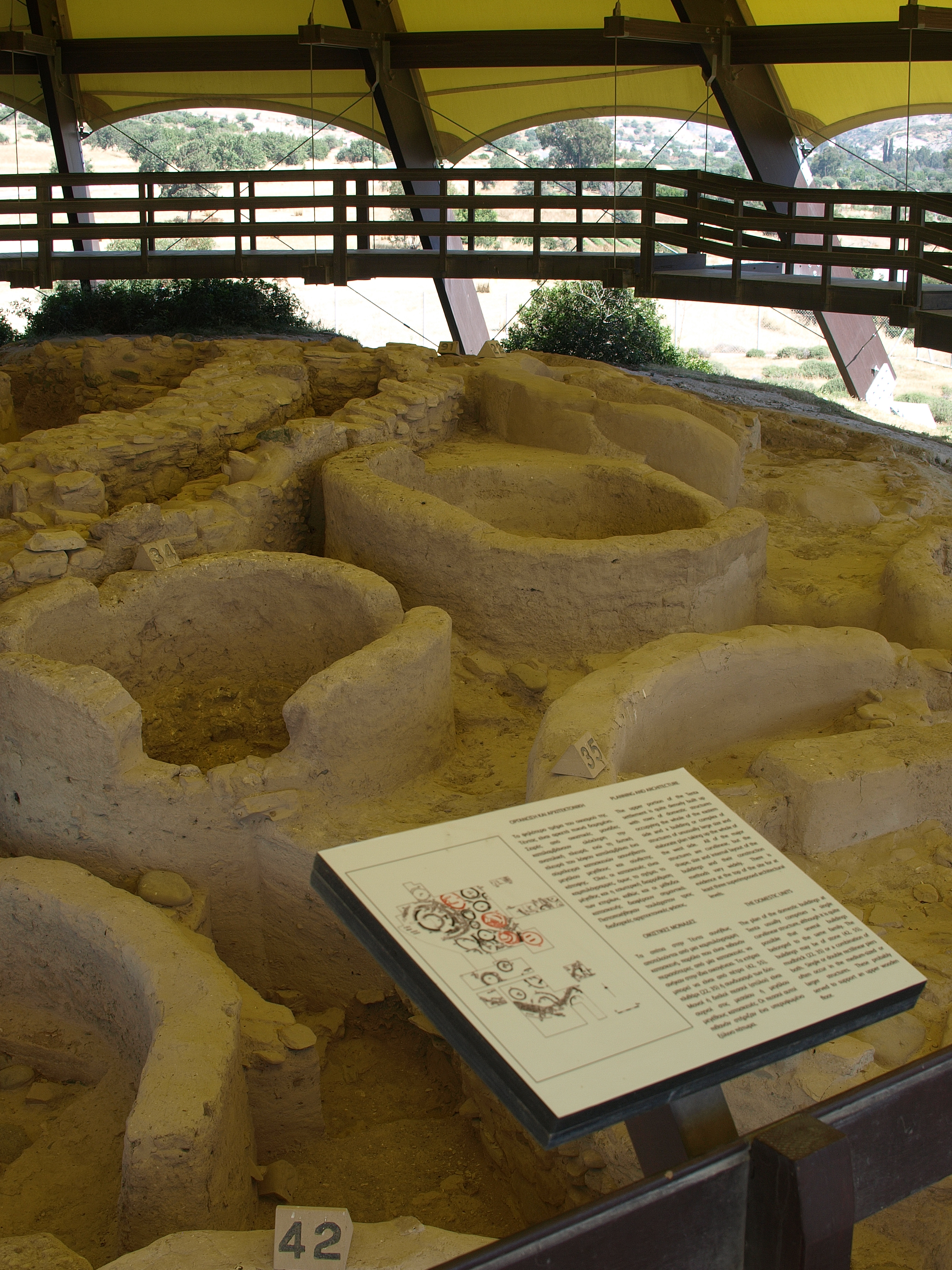
Yacimiento de Tenta

Kalavasos ha sido un asentamiento desde el Neolítico. La región gracias al río Vasilikos que aseguró el regadío y también a sus minas de metales, ha estado densamente poblada desde la antigüedad. Hoy la región tiene yacimientos arqueológicos muy importantes. El yacimiento de "Tenta" así como otros descubiertos en la región tienen un interés especial.
El valle del río Vasilikos y toda la zona circundante debió estar arbolado y verde en épocas anteriores, un hecho que también proporcionó, según la interpretación predominante, el nombre del pueblo. La palabra griega "vassa", significa valle arbolado y dio el nombre a la comunidad.
El pueblo de Kalavasos existió en la época medieval con el mismo nombre y aparecía en los mapas antiguos bajo el nombre de "Calavaso" o "Calavato".

## Monumentos

### Iglesia de Panagia Theotokos
La iglesia principal del pueblo se sitúa en el centro de la localidad entre casas tradicionales. La iglesia fue construida alrededor de 1892 y es cruciforme. Es bastante grande y puede albergar a 300 personas.
Está hecha con piedras que fueron traídas de la aldea vecina de Tochni. El patio de la iglesia es grande y está pavimentado con losas. El vallado en el lado suroeste tiene muchos jardines de flores y en el noreste hay un balaustre. En el lado este de la iglesia, fuera del santuario, hay un alto campanario con arcos.

### Mezquita turca
La mezquita sirvió como lugar de culto para la minoría musulmana que vivía en el pueblo. Para ser más específicos, la mezquita fue abandonada en 1967, cuando todos los habitantes musulmanes se trasladaron al pueblo vecino de Mari.
La mezquita fue construida posiblemente a finales del siglo XIX, junto a la iglesia principal del pueblo, es decir, en la plaza central de la localidad.
Hay que mencionar que la reciente restauración de la mezquita fue financiada por el eparca turcochipriota.

## Población
La comunidad ha pasado por grandes fluctuaciones en su población. En 1881 los habitantes del pueblo eran 667, bajando a 661 en 1901, volviendo a subir a 738 en 1911 y a 953 en 1921. Después, los habitantes de las aldeas de Parsata y Drapeia, que fueron abandonadas, se juntaron con la población de Kalavasos. Así, en 1931 los habitantes llegan a 957, aumentando a 1.243 en 1946 (1.051 grecochipriotas, 187 turcochipriotas, 5 de otras etnias). En 1960 los habitantes cayeron a 1.126 (881 grecochipriotas, 243 turcochipriotas, 2 de otra etnia). Después de los acontecimientos de Kofinou en 1967, los turcochipriotas abandonaron Kalavasos y se establecieron en la localidad vecina de Mari. Así que en 1973 los habitantes de la comunidad se redujeron a 752, siendo todos ellos grecochipriotas. En 1982 los habitantes de la comunidad bajaron a 655. En 2001 la población del pueblo era de 721 habitantes.